# Nyamira (hrabstwo)
Nyamira – hrabstwo w Kenii, na obszarze dawnej prowincji Nyanza. Jego stolicą i największym miastem jest Nyamira. Według Spisu Powszechnego z 2019 roku liczy 605,6 tys. mieszkańców na obszarze 897 km². W większości zamieszkany przez lud Kisii.
Nyamira graniczy z hrabstwami: Homa Bay od północy, Kisii na zachodzie, Bomet na południowym wschodzie i z Kericho na wschodzie. 

## Rolnictwo
Duża wysokość hrabstwa sprzyja uprawie herbaty, która jest głównym źródłem dochodów w hrabstwie.
Obok hrabstw Bungoma, Murang'a i Kisii, Nyamira jest głównym obszarem uprawy awokado w Kenii. Według raportu z 2018 roku te cztery hrabstwa stanowią 57% całkowitej produkcji. Dzięki tej produkcji Kenia stała się największym producentem awokado w Afryce.   

## Podział administracyjny
Hrabstwo Nyamira składa się z pięciu okręgów:
- Nyamira,
- Nyamira North,
- Borabu,
- Manga i
- Masaba North.

## Religia
Struktura religijna w 2019 roku wg Spisu Powszechnego:
- protestantyzm – 69,1%
- katolicyzm – 25,4%
- niezależne kościoły afrykańskie – 2,1%
- pozostali chrześcijanie – 1,8%
- islam – 0,1%
- pozostali – 1,5%.